# Топло језеро
Топло језеро (ест. Lämmijärv, рус. Тёплое озеро), слатководно је реликтно језеро у источној Европи, смештено на самој граници Естоније и Руске Федерације. Западни део језера административно припада естонским окрузима Пилва и Тарту, док источни део језера административно припада Псковској области Русије. Граница између две државе иде средином језера.
Географски Топло језеро представља део Чудско-псковског језерског хидросистема, односно његов централни део који се као веза сместио између Чудског језера на северу и Псковског језера на југу. Обухвата акваторију површине 236 км², што чини око 7% овог хидросистема. Најдубље је међу овим језерима, са максималном дубином од 15,3 метара, док је просечна дубна око 3,3 метра.
Језеро је под ледом од краја новембра до краја априла. Источни део обале је доста низак и замочварен, док су западне обале нешто сувље и више. У најужем делу језеро је широко свега 1,6 километара. Највеће притоке су реке Виханду (на западној) и Ровја (на источној обали). На језеру се налази неколо мањих ненасељених острва.